# Дати дуба в окрузі Юба
Дати дуба в окрузі Юба (англ. Breaking News in Yuba County) — американський комедійно-драматичний фільм, режисер та співавтор якого — Тейт Тейлор, за сценарієм Аманди Ідоко. У ньому зіграли ролі: Еллісон Дженні, Міла Куніс, Аквафіна, Ванда Сайкс, Меттью Модайн, Еллен Баркін, Саміра Вайлі, Джульєтт Льюїс та Реджина Голл.
Вихід стрічки на екрани заплановано на 12 лютого 2021 року у США. 

## Сюжет
Сью - відчайдушна домогосподарка. Вона мріє стати відомою, але її ніхто не помічає, поки таємничим чином не зникає її чоловік. Немов почута Всесвітом, жінка вмить потрапляє під світло софітів. Тим паче, що сестра працює на телебаченні. Ось тільки «скелет у шафі» Сью піднімає на вуха весь кримінал округу Юба, на додачу до допитливих копів. На такий розголос вона й не розраховувала. Що ж, доведеться імпровізувати.

## У ролях
- Еллісон Дженні — Сью Баттонс
- Міла Куніс — Ненсі
- Аквафіна — Міна
- Ванда Сайкс — Ріта
- Меттью Модайн — Карл Баттонс
- Еллен Баркін — Деббі
- Саміра Вайлі — Джонель
- Джульєтт Льюїс — Глорія Майклз
- Реджина Голл — детективка Кем Гарріс
- Джиммі Сімпсон — Піті Баттонс
- Домінік Берджесс — капітан Ріггінс
- Кріс Лоуелл — Стів
- Кліфтон Коллінз-молодший — Рей

## Виробництво
У жовтні 2018 року було оголошено, що акторки Еллісон Дженні та Лора Дерн приєдналися до акторського складу нового фільму, у якому Тейт Тейлор виступив режисером та який буде зніматися за сценарієм Аманди Ідоко. Тейт Тейлор, Джейк Джилленгол, Ріва Маркер та Франклін Леонард готові бути продюсерами майбутньої стрічки. У травні 2019 року Міла Куніс, Реджина Голл, Аквафіна, Саміра Вайлі, Бріджит Еверетт, Джиммі Сімпсон та Кеонг Сім приєдналися до акторського складу фільму, а Джульєтт Льюїс, Еллен Баркін та Ванда Сайкс почали переговори щодо участі у стрічці.Лора Дерн яка однієї з перших приєдналась до зйомок, покинула стрічку через розбіжності своїх графіків зйомок. З червня 2019 року Домінік Берджесс, Меттью Модайн та Кріс Лоуелл також приєднались до акторского складу фільму. У липні 2019 року до складу фільму також приєднався Кліфтон Коллінз-молодший.

### Зйомки
Голові зйомки фільму було розпочато 3 червня 2019 року, а завершились другій половині липня 2019 року в Натчесі, штат Міссісіпі.

## Вихід фільму на екрани
У жовтні 2020 року компанія American International Pictures придбала права на розповсюдження стрічки, після того як кінокомпанія Metro-Goldwyn-Mayer повідомила про перезапуск своєї студії для виробництва фільмів для цифрових та обмежених театральних випусків. Вихід стрічки на екрани кінотеатрів було заплановано на 12 лютого 2021 року.